# Malea pomum
Malea pomum är en snäckart som först beskrevs av Carl von Linné 1758.  Malea pomum ingår i släktet Malea och familjen tunnsnäckor. Inga underarter finns listade i Catalogue of Life.